# 澄城県
澄城県（ちょうじょう-けん）は、中華人民共和国陝西省渭南市に位置する県。

## 行政区画
- 街道:城関街道
- 鎮:馮原鎮、王荘鎮、堯頭鎮、趙荘鎮、交道鎮、寺前鎮、韋荘鎮、安里鎮、荘頭鎮